# Salacia (planetka)
(120347) Salacia (dočasný název 2004 SB60) je transneptunské těleso v Kuiperově pásu o průměru přibližně 850 kilometrů. Planetka byla objevena 22. září 2004 americkými astronomy Henrym Roem, Michaelem Brownem a Kristinou Barkumeovou na Palomarské observatoři v Kalifornii ve Spojených státech . Předobjevové snímky byly zpětně dohledány až do roku 1982. Kolem Slunce obíhá v poněkud větší vzdálenosti než Pluto. 
Jméno dostala po římské bohyni slané vody Salacii.
Vzhledem k velikosti je možné, že planetka patří mezi trpasličí planety. Avšak kvůli nízké hustotě, jen kolem 1,2 g/cm3, u ní pravděpodobně nikdy nedošlo k dosažení hydrostatické rovnováhy a v jejím nitru jsou stále dutiny. Ze všech velkých transneptunických objektů má Salacia nejnižší známé albedo .
Planetka má jeden měsíc, nazvaný Actaea. Byl objeven Hubblovým vesmírným dalekohledem v roce 2006. Za předpokladu, že planetka i měsíc mají stejné albedo, je měsíc velký zhruba 280 km. Obíhá ve vzdálenosti přibližně 5 600 km jednou za 5,5 dne po dráze s nízkou excentricitou, jen kolem 0,008. Pojmenován je po nereidě Aktaié.